# Adel Zaky
Mons. Adel Zaky OFM (1. prosince 1947, Luxor – 21. července 2019) byl egyptský duchovní, biskup a člen řádu františkánů. Pocházel z provincie Svaté rodiny (františkánská provincie) Egypt.

## Stručný životopis
Narodil se 1. prosince 1947 v Luxoru. Navštěvoval vysokou školu Seraphic v Asyuti a v roce 1963 vstoupil do řádu františkánů. Po obdržení bakalářského titulu z umění (v teologie), dne 10. září 1972 složil slavné sliby a stejného roku 24. září byl vysvěcen na kněze. Roku 1975 získal licentiát z dogmatické teologie. V letech 1975-1989 působil v pastorační službě ve farnosti v Asyutu a poté působil v Nag Hammádí kde se věnoval pastoraci mládeže a stal se ředitelem školy. Od roku 1989–1998 byl provinciálem a po úřadu provinciála se stal farářem v Boulacco a zároveň sekretářem Shromáždění katolických hierarchů v Egyptě. Dne 1. září 2009 byl ustanoven apoštolským vikářem Alexandrie (Egypt) a titulárním biskupem Flumenzerským. Na biskupa byl vysvěcen 29. října 2009 Michaelem Louisem Fitzgerald, M. Afr. a spolusvětiteli byli Marco Dino Brogi, O.F.M. a Giovanni Innocenzo Martinelli, O.F.M.

## Biskupská genealogie
Následující tabulka obsahuje genealogický strom, který ukazuje vztah mezi svěcencem a světitelem – pro každého biskupa na seznamu je předchůdcem jeho světitel, zatímco následovníkem je biskup, kterého vysvětil. Rekonstrukcím a vyhledáním původu v rodové linii ze zabývá historiografická disciplína biskupská genealogie.
1. Scipione Rebiba
2. Giulio Antonio Santorio
3. Girolamo Bernerio, OP
4. Galeazzo Sanvitale
5. Ludovico Ludovisi
6. Luigi Caetani
7. Ulderico Carpegna
8. Paluzzo Paluzzi Altieri Degli Albertoni
9. Benedikt XIII., OP
10. Benedikt XIV.
11. Klement XIII.
12. Henry Benedict Stuart
13. Lev XII.
14. Chiarissimo Falconieri Mellini
15. Camillo Di Pietro
16. Mieczyslaw Halka Ledóchowski
17. Jan Puzyna
18. Sv. Józef Bilczewski
19. Bolesław Twardowski
20. Eugeniusz Baziak
21. Jan Pavel II.
22. Michael Louis Fitzgerald, M. Afr.
23. Adel Zaky, OFM